# TYC 8998-760-1
YSES 1
Désignations
TYC 8998-760-1, également connue comme YSES 1, est une étoile de la constellation australe de la Mouche, distante d'environ ∼ 307 a.l. (∼ 94,1 pc) de la Terre. D'une magnitude apparente de 11,12, elle est bien trop faible pour être visible à l'œil nu. Il s'agit d'une jeune étoile semblable au Soleil, autour de laquelle ont été observées directement deux exoplanètes.

## Environnement stellaire
TYC 8998-760-1 présente une parallaxe annuelle de 10,61 mas mesurée par le satellite Gaia, ce qui permet d'en déduire qu'elle est distante de ∼ 307 a.l. (∼ 94,1 pc) de la Terre. Elle s'éloigne du système solaire à une vitesse radiale de +13 km/s.
TYC 8998-760-1 est membre du groupe Bas-Centaure Croix du Sud de l'association Scorpion-Centaure, qui est l'association d'étoiles massives de types O et B la plus proche du Système solaire. Le groupe Bas-Centaure Croix du Sud s'est formé il y a 15 ± 3 millions d'années.

## Propriétés
TYC 8998-760-1 est classée comme une étoile sous-géante de type spectral K3IV, avec une température de surface de 4 573 K. Contrairement à ce que pourrait suggérer cette classification, c'est une très jeune étoile de la pré-séquence principale. Sa masse est équivalente à celle du Soleil, et son rayon vaut 95 % le rayon solaire. La luminosité de l'étoile ne vaut quant à elle que 43 % celle du Soleil. En comparant ses propriétés avec des modèles théoriques, on obtient un âge de 16,7 ± 1,4 millions d'années pour TYC 8998-760-1, ce qui cohérent avec l'âge moyen de 15 ± 3 millions d'années donné pour le groupe Bas-Centaure Croix du Sud.

## Système planétaire
TYC 8998-760-1 est orbitée par deux planètes géantes, qui ont été imagées directement par l'instrument SPHERE du Very Large Telescope de l'ESO, et dont la découverte a été annoncée en 2020. C'est la première fois que les astronomes parviennent à observer directement plus d'une planète en orbite autour d'une étoile semblable au Soleil.
TYC 8998-760-1 b (YSES 1b) est environ quatorze fois plus massive que Jupiter, et possède un rayon de 3 RJ. Elle orbite à une distance de 162 ua de son étoile, ce qui vaut un peu plus de cinq fois la distance de Neptune au Soleil. En 2025, le télescope spatial James Webb (JWST) détecte l'émission infrarouge de silicates, provenant d'un disque autour d'YSES 1b ; ces silicates semblent être des grains de poussière d'olivine de taille submicronique, qui pourraient s'être formés à la suite de collisions entre des objets en formation dans le disque.
TYC 8998-760-1 c (YSES 1c) est environ six fois plus massive que Jupiter, et orbite à une distance de 320 ua de son étoile, soit un peu plus de onze fois la distance qui sépare Neptune du Soleil. Son rayon est équivalent à celui de Jupiter. En 2025, le JWST détecte, via leur absorption dans la bande 9–11 µm, des nuages de silicates dans l'atmosphère d'YSES 1c ; ces nuages sont constitués soit de pyroxène amorphe enrichi en fer, soit d'une combinaison de MgSiO3 et Mg2SiO4 amorphes, sous la forme de grains de taille inférieure à 0,1 μm, à une pression d'environ 1 mbar.
| Planète          | Masse     | Demi-grand axe (ua) | Période orbitale (jours) | Excentricité | Inclinaison | Rayon           |
| ---------------- | --------- | ------------------- | ------------------------ | ------------ | ----------- | --------------- |
| TYC 8998-760-1 b | 14 ± 3 MJ | 162                 |                          |              |             | 3,0+0,2 −0,7 RJ |
| TYC 8998-760-1 c | 6 ± 1 MJ  | 320                 |                          |              |             | 1,1+0,6 −0,3 RJ |